# GABPA
GABPA‏ (GA binding protein transcription factor subunit alpha) هوَ بروتين يُشَفر بواسطة جين GABPA في الإنسان.